# ورنية (مقياس)

الورنيه

الورنيّة هي مقياس إضافي متحرك يلحق بمقياس ثابت أقل دقة منه ليتيح قراءة مسافة أو زاوية بطريقة أكثر دقة عن طريق الحصول على كسور وحدات المقياس الثابت.
من الأمثلة عليها: الورنية التي تلحق بمسطرة لتكوّن القدمة ذات الورنية.
مقياس الورنية يقيس الأطوال والزوايا. وسميت بهذا الاسم تكريما للعالم الرياضي الفرنسي بيير فيرنييه الذي اخترعها في القرن السابع عشر الميلادي.
تتكون معظم أنواع الورنية من مقياس قصير مدرج أو مسطرة تنزلق على مقياس مدرج أطول. تساوي التقسيمات المحددة على المقياس القصير تسعة أعشار التقسيمات على المقياس الطويل. تساوي تسعة تقسيمات صغيرة على المقياس الكبير 10 تقسيمات على المقياس الصغير.
عند استعمال الورنية، يوضع المقياس الطويل قرب الجسم المراد قياس طوله (أنبوب قصير مثلا ً). يحرك المقياس الصغير حتى يصل إلى طرف الأنبوب، ثم يدقق ليرى أي تقسيماته تتطابق مع أي من تقسيمات المقياس الكبير. افترض أن التقسيم الخامس من نقطة الصفر على المقياس الصغير يطابق موقعه موقع التقسيم 25 على المقياس الكبير. وحيث أن كل تقسيم على المقياس الصغير أقل بعشر مرات من تقسيم القياس الكبير؛ فإن خمسة تقسيمات على المقياس الصغير تساوي 4,5 فقط على المقياس الكبير. ولذلك، يستنتج أن نهاية المقياس الصغير تقع عند 25 - 4,5 مما يعني أن طول الأنبوب يساوي 20,5 وحدة تقسيم على المقياس الكبير.
يستعمل المهندسون عادة الفرجار المقوس مع الورنية.
. وتستطيع بعض الورنيات القياس بدقة مقدارها 0,025 ملم بدون الاستعانة بعدسة تكبير. وتزود دوائر ضبط التلسكوبات الفلكية بورنية وعدسة مكبرة مما يسمح بالحصول على قراءة عالية الدقة لمواقع الأجرام السماوية التي تخضع للمراقبة